# Взятие Кульякана (1913)
Взятие Кульякана (исп. La toma de Culiacán) — одно из сражений во время Мексиканской революции. Войска конституционалистов под командованием генерала Альваро Обрегона в результате двухдневных боев захватили столицу штата Синалоа город Кульякан и установили свой контроль над севером штата.
Осенью 1913 года основной центр борьбы между конституционалистами (каррансистами) и федералами (уэртистами) переместился на северо-запад Мексики. В сентябре 1913 года главнокомандующий армией конституционалистов Венустиано Карранса прибыл в Сонору и назначил генерала Альваро Обрегона командующим Северо-Западным армейским корпусом, в ведении которого находились оперативное командование и территория штатов Сонора, Синалоа, Дуранго, Чиуауа и Территория Нижняя Калифорния. Приняв на себя новое командование, генерал Обрегон поставил перед собой ближайшую цель — очистить север штата Синалоа от федеральных войск.
Начав марш из Эрмосильо, Обрегон обошел блокированный конституционалистами порт Гуаймас, расположенный в 75 милях к югу от Эрмосильо, на юге Соноры, и двинул свой корпус в направлении следующей южной гавани — Тополобампо, в северном Синалоа. Выиграв бои у Лос-Мочиса и у самого Тополобампо, он получил контроль над портом практически бескровно.
Одновременно с движением на юго-запад, к гавани Тополобампо, Обрегон направил войска на северо-восток, в предгорья Сьерра-Мадре. Их задачей было захватить столицу самого северного муниципалитета Синалоа, Эль-Фуэрте. После непродолжительного, но ожесточенного боя это удалось сделать.
Так как из района двух городов в предгорьях Сьерра-Мадре, Кабрера-де-Узунса и Синалоа-де-Лейва, части федеральных войск беспокоили армию конституционалистов и замедляли ее продвижение, то Обрегон был вынужден развернуть свои войска, чтобы захватить эти города и обезопасить северо-восточный фланг. Итурбе и Бенхамин Хилл атаковали Синалоа-де-Лейва, который был захвачен после трех дней ожесточенных боев.
После окончания этой первой фазы операций, командующий Северо-Западным корпусом начал сосредотачивать свои силы с целю занять город Кульякан, столицу штата Синалоа.
Наступление на Кульякан началось 25 октября. 5 ноября основная часть армии конституционалистов прибыла на станцию Сан-Педро. В окрестностях Кульякана уже находится ее авангард под командованием генерала Мариано Арриета. 5-го кавалерия генерала Бланко заняла Наволато, а 7 ноября — гавань Альтату, спешно эвакуированную уэртистами.
6 ноября Обрегон прибыл в Бачиуалато и после разведки местности и позиций, занятых федералами, 8-го числа на военном совете представил свой план штурма Кульякана, который должен был начаться в 04:00 10 ноября.
9 ноября федералы попытались контратаковать на станции Пальмито и высадив десант в Альтате, что отвлекло силы каррансистов в этом направлении и заставило отказаться от запланированной атаки на город. После того, как атаки уэртистов у Пальмито и Альтаты были отбиты, штурм Кульякана, согласно плану от 10-го, был назначен на 12 ноября.
12 ноября, в 5 утра, конституционалисты начали одновременное атаки на федеральные позиции вокруг города. Вступив в рукопашный бой, им удалось захватить передовые траншеи противника у форта Каса-Редонда. Левее были захвачены позиции на железнодорожной линии у Ла-Бомба. Также федералы были вытеснены с позиций перед каналом, но дальше выбить противника и перейти реку Умая по железнодорожному мосту каррансистам не удалось.
С юга генерал Мануэль Дьегес начал наступление на высоты, господствующие на городом, и направил свои силы для захвата часовни Гуадалупе и двух фортов, расположенных недалеко от неё. Около девяти утра батальон выбил федералов из одного форта, но днем, в 4 часа, застигнутый врасплох, потерял его после контратаки противника. Только ночью, используя динамитные бомбы, конституционалисты сумели выбить уэртистов из другого форта.
Ночью федералы контратаковали и попытались выбить конституционалистов с позиций, занятых ими утром, но безуспешно.
Утром 13-го огонь продолжался с обеих сторон, время от времени прерываясь. Каждый раз, когда каррансисты пытались выбить войска противника, федералы отбивались, прикрываясь артиллерийским огнем, в том числе и из бронепоезда, курсировавшего по железной дороге.
Во второй половине дня генерал Дьегес предпринял атаки, чтобы снова захватить форт, потерянный накануне, но только к ночи сумел его занять, вытеснив уэртистов.
Несмотря на то что федералы смогли удержать свои позиции на большинстве участков, потеря двух фортов на господствующих высотах заставила коменданта гарнизона генерала Мигеля Родригеса отдать приказ об отступлении. Примерно в 2 часа ночи, после отвлекающего сильного ружейного и пулеметного огня, федералы начали покидать позиции, эвакуировать Кульякан и отходить в южном направлении.
На рассвете 14-го генерал Дьегес со своими частями овладел часовней Гуаделупе, и утром того же дня все войска конституционалистов вошли в город. Только на следующий день после взятия Кульякана каррансисты начали преследование, которое длилось пять дней (с 15 по 20 ноября).
Обрегон отчитался о своих 35 убитых и 81 раненом и предположил, что потери федералов составили 150 человек убитыми. Пленных конституционалисты захватили чуть более 100.
Захватив Кульякан, Обрегон достиг трех важных военных целей: обезопасил свой северо-западный фланг; установил господство конституционной армии на северо-западе Мексики; создал идеальную штаб-квартиру, базовый лагерь и плацдарм для движения дальше на юг штата Синалоа.